# 阿里萊薩·哈吉吉
阿里萊薩·哈吉吉（1988年5月2日—）是一名伊朗的足球守門員，目前效力於瑞超的艾斯基斯杜拿。

## 職業生涯

### 波斯波里斯
在2002年，阿里萊薩·哈吉吉一直是波斯波里斯青年隊的重要球員，常常是一線隊的注意目標。他在2006年10月17日與波斯波里斯簽了職業合約，並且在當天為球隊參賽，在這場比賽中，他撲出了伊朗傳奇前鋒阿里·戴伊的十二碼球。他在2007-2008賽季中，他都沒有上場機會(雖然在這賽季中有入選過國家隊，但是沒有上場)。在2008-2009賽季中，他剛好因為隊上的兩名守門員都受傷，讓他在每場都上場。

## 榮譽
波斯波里斯
- Iran Pro League：2007–08
- 哈斯菲盃：2009–10, 2010–11

喀山魯賓
- Russian Cup：2011–12
- Russian Super Cup：2012
- Marbella Cup：2012

納薩基馬贊德蘭足球俱樂部
- 哈斯菲盃：2021–22

伊朗 U23
- 亞洲運動會銅牌：2006